# Маунт Андрус
Маунт Андрус (на английски: Mount Andrus) е изгаснал щитовиден вулкан в Земя Мери Бърд в Антарктика с височина 2978 метра, част от веригата Еймс (на английски: Ames Range). Веригата се е образувала по време на миоцена (преди 23,03–5,33 млн. години). Маунт Андрус е най-младата част от нея. Вулканът е бил активен до плейстоцена (начало пред 1,8 млн. години) или дори до холоцена (начало преди 11 500 години). Върхът на вулкана се състои от кратер, калдера с диаметър от 4,5 километра. Лавата от вулкана се състои от трахит.
Първото изкачване на вулкана е от 1967 година. Наименован е на санитарния офицер Карл Х. Андрус, служещ във Военноморските сили на САЩ в станцията Бърд.